# 스포츠 타임 (2017년 텔레비전 프로그램)
스포츠 타임은 SPOTV에서 방송되는 스포츠 경기 장면과 뉴스, 관련 상식을 다루는 스포츠 전문 프로그램이다.
KBO 리그 기간에는 야구 하이라이트인 스포츠 타임 베이스볼 방송 직후 방송되며, 비시즌에는 야구 부문도 같이 다룬다.

## 주요 코너
- 피트니스 타임 : '필라테스 여신' 양정원과 함께 하는 코너
- 스포츠 마스터 : 선수들에게 직접 노하우를 배워보는 코너
- TOP5 : 선수들이 직접 올린 SNS로 만나보는 근황과 소식, 그날 가장 뜨거웠던 경기 장면만 모아 보여주는 코너
- NBA 토크 : NBA 경기를 재치 있게 풀어 주는 코너

## 역대 진행자
- 시즌1 : 채민준, 김명정

## 같이 보기
- 스포츠 타임 베이스볼